# Elamena mendosa
Elamena mendosa is een krabbensoort uit de familie van de Hymenosomatidae. De wetenschappelijke naam van de soort is voor het eerst geldig gepubliceerd in 1991 door Chuang & Ng.